# Kršćanska komedija
Kršćanska komedija je podvrsta komedije nadahnuta ili koja sadržava kršćansku poruku ili tematiku. Može, ali i ne mora nužno, premda često uglavnom sadržava poveznice ili referencije na Bibliju, kršćanstvo, bogoslužje ili Crkvu. Bilješke o zdravstvenoj dobrobiti humora u Knjizi Mudrosti ubrajaju se među najstarije spomene humora. Prva Poslanica Solunjanima također naglašava »Duha ne trnite!« (1 Sol 5, 1-26).
Među poznatije kršćanske komičare ubrajaju se Patricia Heaton, David Adkins (Sinbad), VIctoria Jackson, Chonda Courtney Pierce i ini. U Hrvatskoj su poznati skupina »Hrvatsko nadzemlje« iz Splita i »Božanstvena komedija« Laudato televizije.

## Vanjske poveznice
- Božanstvena komedija Službeni kanal na YouTubeu
- Hrvatsko nadzemlje Službeni kanal na YouTubeu